# Базілевський
Базіле́вський (рос. Базилевский, башк. Базилевка) — присілок (у минулому селище) у складі Караідельського району Башкортостану, Росія. Входить до складу Байкібашевської сільської ради.
Населення — 47 осіб (2010; 58 у 2002).
Національний склад:
- татари — 41 %
- башкири — 33 %